# Bataille du fleuve Han
Guerre de Corée
Batailles
Offensive nord-coréenne :

(juin 1950 - septembre 1950)
- Pokpung
- Chuncheon
- Séoul (1re)
- Busan (navale)
- Chumunjin
- Osan
- Pyeongtaek
- Cheonan
- Chochiwon
- Daejeon
- Sangju
- Yongdong
- Hwanggan
- Notch
- Périmètre de Busan

Contre-offensive de l'ONU :

(septembre 1950 - octobre 1950)
- Incheon
- Bombardement de Pyongyang
- Pyongyang

Intervention chinoise :

(octobre 1950 - avril 1951)
- Onjong
- Unsan
- Chongchon (Wawon)
- Réservoir de Chosin
- Évacuation de Hŭngnam
- Séoul (3e)
- Twin-Tunnels
- Jipyeong-ri
- Imjin
- Kapyong

Impasse :

(août 1951 - juillet 1953)
- Crèvecœur
- Fleuve Han
- Opération Commando
- Maryang San
- Suncheon
- Barrage de Sui-Ho
- Triangle Hill
- le Crochet
- Fleuve Samichon
- Armistice de Panmunjeom

Post armistice :
- Raid sur la Maison Bleue
- Attaque de l'EC-121
- Incident du peuplier
- Infiltration de Gangneung
- Guerre du crabe

La bataille du fleuve Han désigne une bataille navale livrée du 28 au 30 septembre 1951 entre l'Australie et la république populaire de Chine pendant la guerre de Corée sur le fleuve Han.

## Déroulement de la bataille
Les deux principaux combats ont eu lieu après qu'une frégate de la Royal Australian Navy, le HMAS Murchison de la classe Bay (92 m. de long, 2 200 t. de déplacement), ait été attaqué par de l'artillerie (canons de 75 mm et mortiers) ainsi que des armes légères de l'armée populaire de libération le 28 et 30 septembre alors qu'il naviguait sur le Han. Jusqu'à ce moment-là, les forces des Nations unies opéraient sur le fleuve sans rencontrer de véritable opposition chinoise. 4 Australiens sur les 175 membres d'équipage ont été blessés au cours de l'engagement, tandis que les pertes chinoises sont estimées à environ 40 tués et quelques batteries d'artilleries détruites.

## Conséquences
Après l'engagement, les forces de l'ONU continuent de naviguer sur le Han, bien que les opérations fluviales seront suspendues deux mois plus tard.